# František Wirth
František Wirth (* 7. März 1915 in Prag; † 1. Juni 2003) war ein tschechoslowakischer Kunstturner.

## Biografie
František Wirth nahm bei den Olympischen Sommerspielen 1948 in London an allen Turnwettkämpfen teil. Sein bestes Einzelresultat war der 27. Platz im Wettkampf am Reck. Im Mannschaftsmehrkampf wurde er mit dem tschechoslowakischen Team Sechster.